# Ego Death (álbum)
Ego Death é o terceiro álbum de estúdio da banda americana de hip hop soul, The Internet. Ele foi lançado em 26 de junho de 2015, pela Odd Future e distribuído pela Columbia Records. O álbum foi gravado principalmente no porão de Syd tha Kyd em um período de três semanas.
Ele foi apoiado pelos singles; "Special Affair" e "Girl". O álbum foi indicado ao 58º Grammy para Melhor Álbum Urbano Contemporâneo.

## Recepção
| Críticas profissionais | Críticas profissionais |
| Pontuações agregadas   | Pontuações agregadas   |
| Fonte                  | Avaliação              |
| ---------------------- | ---------------------- |
| Metacritic             | 81/100                 |
| Avaliações da crítica  |                        |
| Fonte                  | Avaliação              |
| AllMusic               | [ 3 ]                  |
| Consequence of Sound   | B                      |
| Exclaim!               | 8/10                   |
| The Guardian           | [ 6 ]                  |
| HipHopDX               | 4.0/5                  |
| The New York Times     | (Favorable)            |
| PopMatters             | [ 9 ]                  |
| Pitchfork Media        | 7.4/10                 |
| Robert Christgau       | A–                     |
| Rolling Stone          | [ 12 ]                 |

Ego Death foi aclamado pela crítica. No Metacritic, o álbum recebeu uma média de 81, com base em 11 avaliações. Andy Kellman da AllMusic, disse que "A maior parte de Ego Death é "apertado". Bennett tem refinado a sua composição, sem reduzir a abordagem sincera de suas últimas composições. Além disso, as tangentes são mais ou menos substantivas." Pat Levy do Consequence of Sound disse, "Além de ter um som mais moldado, uma das mais coisas interessantes sobre The Internet é o ponto de vista da música." Michael J. Warren da Exclaim! disse, "Ego Death libera The Internet das normas e conotações da Odd Future; é o melhor trabalho deles até agora." Ronald Grant da HipHopDX disse, "Ego Death é um álbum para ambos a juventude atual como simultaneamente rico e permeado com as tradições do soul e R&B."
Sean Fennell, do PopMatters, disse, "Ego Death e The Internet requerem um pouco de paciência, mas se você estiver disposto a dar a eles umas tentativas, eles irão recompensá-lo com um dos álbuns mais interessantes dos dias atuais." Patrick Taylor de RapReviews.com disse, "Ego Death é o álbum de verão perfeito. Jovial, suave, lento, e significante para noites quentes."

## Faixas
| N.º | Título                                                         | Produtor(es)                                                             | Duração |  |
| 1.  | "Get Away"                                                     | Matt Martians Steve Lacy                                                 | 2:28    |  |
| 2.  | "Gabby" (featuring Janelle Monáe)                              | Matt Martians Steve Lacy                                                 | 3:32    |  |
| 3.  | "Under Control"                                                | The Internet                                                             | 4:04    |  |
| 4.  | "Go With It" (featuring Vic Mensa)                             | Matt Martians Sydney Bennett Christopher Smith Cisco Adler Patrick Paige | 4:27    |  |
| 5.  | "Just Sayin' / I Tried"                                        | Christopher Smith Steve Lacy                                             | 6:54    |  |
| 6.  | "For the World" (featuring James Fauntleroy)                   | Matt Martians Jameel "Kintaro" Bruner Patrick Paige II Christopher Smith | 3:23    |  |
| 7.  | "Girl" (featuring Kaytranada)                                  | Kaytranada Jameel "Kintaro" Bruner                                       | 6:56    |  |
| 8.  | "Special Affair"                                               | Matt Martians Steve Lacy                                                 | 2:58    |  |
| 9.  | "Something's Missing"                                          | Matt Martians Steve Lacy Jameel "Kintaro" Bruner                         | 6:21    |  |
| 10. | "Partners in Crime Part Three"                                 | Brian Kennedy                                                            | 3:22    |  |
| 11. | "Penthouse Cloud"                                              | The Highlights Matt Martians Steve Lacy                                  | 4:44    |  |
| 12. | "Palace / Curse" (featuring Steve Lacy and Tyler, The Creator) | Tyler, The Creator Steve Lacy                                            | 7:20    |  |

## Parada musical
| Paradas (2015)                          | Posição |
| --------------------------------------- | ------- |
| Estados Unidos (Billboard 200)          | 89      |
| Estados Unidos (Top R&B/Hip Hop Albums) | 9       |